# Кањон Невељског потока
Кањон Невељског потока се налази на северноисточној падини планине Звијезде, у оквиру НП Тара.
Кањон почиње од врела Невељ које је настало на контакту стена дијабаз-рожначке формације горњотријанских кречњака. Улаз кањона је на око 1.000 м.н.в. у близини засеока Божурина (село Растиште), а излаз је у кањону Дрине на 291 м.н.в. (Перућачко језеро). Дубина кањона је од 300 до 500 метара, са висинском разликом од 710 метара. Кањон два пута лактасто скреће, из северног правца ка источном и поново ка северном правцу. Обрастао је густом шумском вегетацијом. 
Због изузетно мале ширине у доњем делу, кањон се назива и Грлац.